# Dirk Klinge
Dirk Klinge (* 30. Juni 1966 in Duisburg) ist ein ehemaliger deutscher Fußballspieler. 

## Karriere
Klinge spielte in der Jugend und den ersten Spielzeiten im Seniorenbereich beim FC 08 Villingen, bevor er über SpVgg 07 Ludwigsburg, VfB Stuttgart Amateure, FC Lausanne-Sport, Boom FC in Belgien und den FC Schaffhausen 1992 zum Bundesligisten Karlsruher SC kam, wobei der Kontakt zum KSC durch seinen Mitspieler bei Schaffhausen Joachim Löw hergestellt wurde. Beim KSC wurde das Training von Winfried Schäfer geleitet. Schäfer setzte Klinge das erste Mal am 1. Spieltag der Saison 1992/93 ein. Klinge wurde in der 88. Spielminute eingewechselt. Er blieb in seiner Zeit beim KSC Ergänzungsspieler, er hatte meist das Nachsehen gegenüber Wolfgang Rolff, Rainer Schütterle, Manfred Bender, Valerij Schmarow und Lars Schmidt im Mittelfeld. Nach 26 Spiele in zwei Jahren wechselte Klinge seinen Arbeitgeber, die nächsten zwei Jahre spielte er für die SG Wattenscheid 09. Mit den Bochumern trat er mit Mitspielern, wie Patrick Notthoff, Carsten Wolters und Michael Preetz in der 2. Bundesliga an. In seinem zweiten Jahr stieg Klinge, trotz Trainerwechsel von Franz-Josef Kneuper zu Heinz-Josef Koitka zu Peter Vollmann als Tabellenletzter ab. Klinge verließ Wattenscheid und wechselte nach Österreich zum SV Ried. Bei Ried blieb er ein Jahr, es folgte ein Durststrecke von einem Jahr, in dem Klinge vereinslos war. Zur Saison 1998/99 fand er mit Eintracht Trier einen neuen Arbeitgeber, bei Trier blieb er bis 2000. Zuletzt spielte er über vier Jahre in Luxemburg beim CS Grevenmacher und Union Mertert-Wasserbillig, ehe er nach einer halben Saison beim 1. FC Pforzheim zur Saison 2005/06 zum FV 08 Rottweil wechselte und nach einem Jahr seine aktive Karriere beendete. Vom Sommer 2006 bis Ende der Saison 2009/10 war Klinge Trainer des württembergischen Bezirksligisten FV Locherhof.

## Erfolge
Luxemburgischer Meister und Pokalsieger 2003